# Rebeka Dremelj

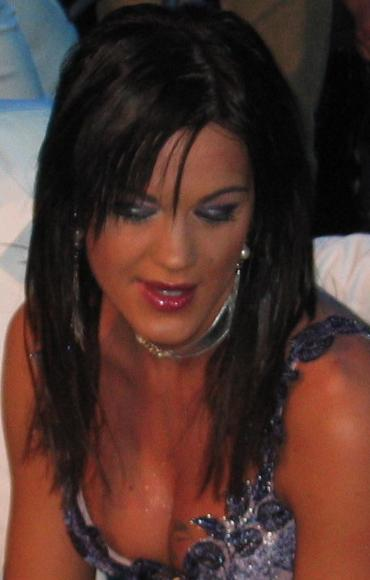
Rebeka Dremelj

Rebeka Dremelj (Brežice, 25 juli 1980) is een Sloveense zangeres en fotomodel.
In 2001 werd Rebeka gekroond tot Miss Slovenië. In hetzelfde jaar deed ze mee aan de Miss World verkiezing, waarna ze verder aan de weg timmerde als fotomodel. Daarnaast bracht ze drie albums met Sloveenstalige nummers uit.
Vanaf 2004 deed Rebeka viermaal mee aan de Sloveense preselectie (EMA) voor het Eurovisiesongfestival. De eerste drie pogingen leverden haar weinig succes op, maar bij haar vierde deelname in 2008 kwam ze als winnares uit de strijd. Rebeka mocht haar thuisland zodoende vertegenwoordigen op het songfestival van dit jaar in Belgrado. Met het nummer Vrag naj vzame trad ze op 20 mei aan in de eerste halve finale. Ze eindigde echter niet bij de besten om kwalificatie voor de finale af te dwingen.

## Deelnames EMA
- 2004 - Ne boš se igral (10de)
- 2005 - Pojdi z menoj (3de)
- 2006 - Noro se ujameva (duet met Domen Kumer - 4de)
- 2008 - Vraj naj vzame (1ste)

1993: 1X Band · 
1995: Darja Švajger · 
1996: Regina · 
1997: Tanja Ribič · 
1998: Vili Resnik · 
1999: Darja Švajger · 
2001: Nuša Derenda · 
2002: Sestre · 
2003: Karmen Stavec · 
2004: Platin · 
2005: Omar Naber · 
2006: Anžej Dežan · 
2007: Alenka Gotar · 
2008: Rebeka Dremelj · 
2009: Quartissimo feat. Martina · 
2010: Ansambel Žlindre & Kalamari · 
2011: Maja Keuc · 
2012: Eva Boto · 
2013: Hannah Mancini · 
2014: Tinkara Kovač · 
2015: Maraaya · 
2016: ManuElla · 
2017: Omar Naber · 
2018: Lea Sirk · 
2019: Zala Kralj & Gašper Šantl · 
2021: Ana Soklič · 
2022: LPS · 
2023: Joker Out · 
2024: Raiven · 
2025: Klemen
- Bibsys: 9049782
- International Standard Name Identifier: 0000 0004 2244 6564
- MusicBrainz: 35a0d8c3-99dc-4528-aa7b-793505e5a915
- Nationale en Universitaire bibliotheek Zagreb: 000495455
- Virtual International Authority File: 305719411